# Sit Down, Shut Up
Sit Down, Shut Up è una serie televisiva animata statunitense del 2009, creata da Mitchell Hurwitz.
La serie è incentrata su un gruppo di insegnanti delle scuole superiori in una piccola città della Florida, "che non si preoccupano di insegnare". La serie ha debuttato il 19 aprile 2009 nel blocco d'animazione Animation Domination su Fox, ma dopo quattro episodi in onda, Fox ha rimosso lo spettacolo dal blocco dovuto alle valutazioni basse. I restanti 9 episodi sono andati in onda il sabato a mezzanotte. L'ultimo episodio è andato in onda il 21 novembre del 2009. È basato su una sitcom australiana con lo stesso nome, il creatore Mitchell Hurwitz si ispirò a un'idea del 2000. Ha scritto una sceneggiatura per un episodio pilota, ma la "teneva in un cassetto" fino a quando nel 2008 ha lanciato lo show a diverse reti televisive, quando aveva bisogno di soldi.
Hurwitz ha detto che "era solo uno spettacolo stravagante, e nessuno lo voleva", ma alla fine Fox lo prese come una serie animata in prima serata. Sit Down, Shut Up ha incontrato pareri contrastanti da parte della critica. Orlando Sentinel ha chiamato la serie "un disastro", e Newsday ha definito "cruda, volgare e allegramente offensiva, con tante entendres triple e quadruple per tanti atti sessuali". Hollywood Reporter ha criticato l'uso della serie in quarto rompe parete, e ha detto che era "doloroso vedere quanto sia difficile che lo spettacolo cerca di essere divertente". IGN ha dato una revisione più positiva, dicendo che "dovrebbe continuare perché è uno spettacolo molto divertente", e TV Squad ha detto che "sicuramente ci saranno altri episodi". È stato candidato per un Artios Award per il cast dei doppiatori nel 2009.

## Episodi
| Stagione       | Episodi | Prima TV USA | Prima TV Italia |
| -------------- | ------- | ------------ | --------------- |
| Prima stagione | 13      | 2009         | inedita         |

## Personaggi
- Ennis Hofftard: Un ciclista che insegna inglese e ama andare a caccia di donne. Il suo tormentone è "I tormentoni sono per i perdenti". Lui è inetto a pensare prima di agire, solitamente causando guai, e lui pensa di rado niente meno che tutto ciò che non abbia qualcosa a che fare con una donna o la scusa di evitare il lavoro. Si è dimostrato di essere uno di grande talento quando si tratta di conquistare una donna, pur essendo un insegnante di corteggiamento prima di diventare un insegnante di inglese. Ha anche esposto in diverse occasioni i processi mentali interni di un gatto di casa, che si riferisce a come il suo "gattino di sicurezza" (un gatto live action). Egli è stato influenzato da una sensazione di fallimento durante il tempo passato con suo padre che è un militare. Doppiato da Will Arnett.
- Larry Littlejunk: L'insegnante di ginnastica, è l'unico membro del personale in grado di insegnare. Per queste ragioni, può essere visto come il protagonista della serie. Egli si riferisce a se stesso come "Larry L." perché odia il suo cognome, e il suo tormentone è "Perché non è possibile che qualcun altro insegni ginnastica?". Egli è apparentemente l'unico insegnante qualificato, ma è stato rimpiazzato come insegnante di scienze da Miracle Grohe a causa della sua presentazione "nudista" (che, per motivi di censura, non è mai stato mostrato). Egli è perdutamente innamorato di Miracle, ma allo stesso tempo si sente in crisi di autostima, il che lo porta a insultarla, invece di dirle cosa prova. Viene dimostrato che frequentava altre donne, ma continua a pensare sempre a Miracle. In un promo di anteprima della serie, il personaggio era stato chiamato Larry Slimp. Doppiato da Jason Bateman.
- Miracle Grohe: Una giovane e affascinante donna Hippy scalza e spirituale che lavora come insegnante di scienze, e spesso porta il suo figlio neonato di nome Merch (che ovviamente è più intelligente di lei) a scuola in quanto lei crede che i bambini dovrebbero essere sempre con la madre. Il suo tormentone è "I bambini sono doni di Dio. I batteristi danno i brividi". Anche se lei è un insegnante di scienze, crede nelle cose che un insegnante di quella materia non spiegherebbe (la Madre Terra, il misticismo, la fortuna, ecc). Lei è anche molto ingenua, per esempio, prende il complimento "sei troppo bella per essere a scuola" come una dichiarazione. È implicito per tutta la serie il fatto che le piace anche Larry. Lei gestisce anche un Pillow Fight Club sotterraneo (parodia di Fight Club (romanzo)|Fight Club), che sembra essere in tutto il mondo. L'attrice e comica Maria Bamford è stato originariamente scelta nel dare la voce a Miracle, ma è stata poi sostituita da Kristin Chenoweth. I produttori hanno consentito a Bamford di doppiare alcune "voci secondarie" nella serie.
- Stuart Proszakian: Il vice preside. Il suo tormentone è "Dovrei avere un tormentone!" Lui è il personaggio più strano della serie, chiaramente dimostrato quando ha dichiarato: "Lui è così strano che probabilmente non si rende conto che sta parlando di se stesso", quando stava appunto parlando di se stesso. Prima di diventare vice preside ha lavorato come clown in un penitenziario in Florida, e nel secondo episodio della serie, ha cantato una canzone imbarazzante per Larry mentre era vestito come un clown carcerato. È fortemente chiarito per tutta la serie che è completamente pazzo. Doppiato da Will Forte.
- Muhammad Sabeeh "Happy" Fa-ach Nuabar: Il bidello. Nei primi episodi, parla solo in arabo, che è sovrainciso da una traduzione inglese che rende facile da capire. Negli episodi successivi parla in inglese. Vive in una baracca per il suo lavoro a scuola. Il suo tormentone è approssimativamente tradotto in inglese come "Io sono appassionato dell' America", anche se il modo in cui lo dice suona come "Io odio l'America", quindi potrebbe essere un errore di traduzione. Prima che iniziasse a parlare inglese in proprio, i personaggi non potevano capirlo, portandoli a pensare che abbia detto il contrario di quello che ha realmente detto. Lui è spesso oggetto di scherzi stereotipati, in un episodio viene visto in giro con della dinamite. Si scopre inoltre che fa pipì nel caffè di Ennis, come quando doveva andare in bagno. Doppiato da Tom Kenny.
- Andrew LeGustambos: L'insegnante di teatro. Il suo tormentone è "Parla". In spagnolo, il suo cognome è tradotto approssimativamente come "Gli piace tanto", riferimento alla sua bisessualità. Lui è innamorato sia di Miracle che di Larry, sperando che si accoppino in modo da poter stare insieme con loro. In seguito diventa un narcisista dopo essersi visto vestito elegantemente. Secondo il suo doppiatore Nick Kroll, Andrew è (insieme a Helen) un perdente tra i perdenti. Kroll lo definisce anche come uno "Svicolone dei giorni nostri". In uno dei primi promo, il personaggio si chiamava Andrew Sapien.
- Helen Klench: Una bibliotecaria incompresa che spesso viene scambiata per oggetti come scope o spazzole da toilette, il che l'ha porta ad arrabbiarsi quando la gente la ignora o le taglia la strada. Il suo tormentone è "Datti una calmata!". Lei sembra avere alti livelli di testosterone, implicandola a prendere farmaci ormonali femminili (che Stuart le aveva dato quando credeva che i farmaci ormonali erano steroidi). Helen è magra, ma è considerata poco attraente rispetto a Miracle. In un episodio, è stato rivelato a causa della sua estrema solitudine, lei ha l'abitudine di innamorarsi di oggetti inanimati e vive con un sacco di gatti. Era un alunno della Knob Haven High School, dove lei e Sue hanno formato un duo musicale, ed era obesa in quei tempi. Doppiata da Cheri Oteri
- Sue Sezno: La preside della Knob Haven. Ha avuto il lavoro a causa di un misterioso incidente che coinvolse l'ultimo preside. È di carattere molto severo. Come chiarito dal suo cognome, lei raramente (se non mai) dice "Sì". Il suo tormentone è "No". Lei è anche pigra e ipocrita, chiaramente dimostrato quando ha affermato che avrebbe smesso prima di rimproverare gli insegnanti, solo per qualche istante dopo essersela presa con Willard. È stato rivelato nell'episodio "Hurricane Willard" che il suo nome completo è Susan Louise Sezno. Doppiata da Kenan Thompson.
- Willard Deutschebog: Un insegnante di tedesco di mezza età dalla bassa autostima. Il suo tormentone è: "Se credessi nella reincarnazione, mi ucciderei questa notte". È fortemente influenzato dalla madre per il quale ha concesso la sua posizione di insegnante di guida per fare commissioni. Sta sempre fretting circa il suo lavoro ed è normalmente senza casa al punto in cui vive in luoghi completamente casuali (il campo di calcio della scuola, nel campanile di una torre, nell'armadio in sala insegnanti). Ha una paura di guida che nasce dalla schiantarsi la sua auto in uno schermo teatro drive-in nel corso di una esperienza sessuale. Per andare in giro, lui organizza per i veicoli di emergenza e carri funebri a prenderlo e portarlo dove vuole andare da mentire su malattie, incendi, o la morte. Più tardi, dopo ottiene la posizione del istruttore di guida della scuola, comincia con l'auto formazione dei conducenti per il suo trasporto personale. Egli, inoltre, non dispone di un account e-mail o telefono. Egli ha l'abitudine di essere un chiacchierone. Nel 1930, è diventato famoso per fare l'amore con il suo maestro, ed era conosciuto come "The Whoop-De-Doo Kid". Ha anche foraggia a quanto pare il cassonetto scuola per cibo ogni giorno alle 3:00. Nonostante i suoi sentimenti di isolamento a causa di sua madre e terribili abilità sociali, Ennis vede Willard come il suo migliore amico e costantemente prende su di sé per difenderlo da qualsiasi provocazione percepita. Nell'episodio "Tackin '" si è rivelato da Ennis suo secondo nome è Leonard o Herbert. Doppiato da Henry Winkler.